# Contre-la-montre par équipes de l'Open de Suède Vårgårda 2011
La 4e édition du contre-la-montre par équipes de l'Open de Suède Vårgårda a eu lieu le 29 juillet 2011. Elle fait partie de la Coupe du monde de cyclisme sur route féminine.

## Classements

### Classement final
| Rang | Équipes               | Cyclistes                  | Temps        | Coupe du monde points |
| ---- | --------------------- | -------------------------- | ------------ | --------------------- |
| 1    | HTC-Highroad Women    | Ellen van Dijk (NED)       | 53 min 2 s   | 35                    |
| 1    | HTC-Highroad Women    | Charlotte Becker (GER)     | 53 min 2 s   | 35                    |
| 1    | HTC-Highroad Women    | Amber Neben (USA)          | 53 min 2 s   | 35                    |
| 1    | HTC-Highroad Women    | Judith Arndt (GER)         | 53 min 2 s   | 35                    |
| 2    | AA Drink-leontien.nl  | Lucinda Brand (NED)        | + 1 min 44 s | 30                    |
| 2    | AA Drink-leontien.nl  | Linda Villumsen (NZL)      | + 1 min 44 s | 30                    |
| 2    | AA Drink-leontien.nl  | Kirsten Wild (NED)         | + 1 min 44 s | 30                    |
| 2    | AA Drink-leontien.nl  | Trixi Worrack (GER)        | + 1 min 44 s | 30                    |
| 3    | Garmin-Cervélo        | Elizabeth Armitstead (GBR) | +1 min 50 s  | 25                    |
| 3    | Garmin-Cervélo        | Noemi Cantele (NZL)        | +1 min 50 s  | 25                    |
| 3    | Garmin-Cervélo        | Sharon Laws (GBR)          | +1 min 50 s  | 25                    |
| 3    | Garmin-Cervélo        | Emma Pooley (GBR)          | +1 min 50 s  | 25                    |
| 3    | Garmin-Cervélo        | Iris Slappendel (NED)      | +1 min 50 s  | 25                    |
| 4    | Australie             |                            | + 1 min 51 s | 20                    |
| 5    | Nederland Bloeit      |                            | + 2 min 2 s  | 16                    |
| 6    | Russie                |                            | + 3 min 7 s  | 15                    |
| 7    | Hitec Products-UCK    |                            | + 3 min 20 s | 14                    |
| 8    | Allemagne             |                            | + 4 min 12 s | 13                    |
| 9    | Lotto-Honda Team      |                            | + 4 min 20 s | 12                    |
| 10   | MCipollini-Giambenini |                            | + 4 min 26 s | 11                    |